# Libor Radimec
Libor Radimec (Ostrava, 1950. május 22. –) olimpiai bajnok csehszlovák válogatott cseh labdarúgó, hátvéd.

## Pályafutása

### Klubcsapatban
1960-ban a Vítkovice korosztályos csapatában kezdte a labdarúgást. 1969 és 1971 között a kötelező sorkatonai szolgálata alatt Dukla Jindřichův Hradec csapatában játszott. 1971 és 1973 között visszatért a Vítkovice együtteséhez. 1973 és 1982 között a Baník Ostrava csapatában szerepelt, ahol három bajnoki címet és egy csehszlovák kupa-győzelmet ért el az együttessel. 1983 és 1985 között Ausztriában játszott. 1983-ban az Austria Wien, 1983 és 1985 között a First Vienna labdarúgója volt.

### A válogatottban
1980 és 1982 között 17 alkalommal szerepelt a csehszlovák válogatottban és egy gólt szerzett. Tagja volt az 1980-as moszkvai olimpiai játékokon aranyérmet nyert csapatnak. Részt vett az 1982-es spanyolországi világbajnokságon is.

## Sikerei, díjai
Csehszlovákia
- Olimpiai játékok
  - aranyérmes: 1980, Moszkva

 Baník Ostrava
- Csehszlovák bajnokság
  - bajnok (3): 1975–76, 1979–80, 1980–81
- Csehszlovák kupa
  - győztes: 1978